# Olympus (Satellit)
Olympus ist ein experimenteller Fernseh- und Kommunikationssatellit der ESA.

## Entwicklung
Die Entwicklungsarbeiten an Olympus begannen unter dem Namen L-Sat (obwohl nicht bestätigt, darf angenommen werden, dass L für Large = Groß steht). Es sollten ursprünglich mehrere L-Sat Satelliten gefertigt werden, die neue Technologien testen sollten:  z. B. Fernsehdirektempfang für Privathaushalte (im BSS-Band), Frequenzwechsel und Frequenzwiederverwendung, Videokonferenzen, Hochgeschwindigkeitsdatenübertragung (im SMS-Band), Videokonferenzen zwischen zwei- oder mehreren Punkten und Datenübertragung (im Ka-Band). Im Ku- und Ka-Band sollte er Frequenz-Ausbreitungsversuche durchführen. Anstatt mehrerer L-Sats wurde jedoch nur Olympus gebaut. Olympus war der erste geostationäre ESA-Satellit mit Dreiachsenstabilisation. Olympus wurde zwar schon kurze Zeit später gewichtsmäßig von den Intelsat-6-Satelliten übertroffen, jedoch kamen diese nicht an die Leistung seiner ausrollbaren Solarzellen von 3,6 Kilowatt heran.

## Start
Der Satellit wurde am 12. Juli 1989 um 02:14 MESZ vom Centre Spatial Guyanais in Französisch-Guyana ins All befördert. Der Start an Bord einer Ariane-3-Rakete verlief erfolgreich und stellte eine Besonderheit dar. Olympus war so schwer, dass er nahezu die gesamte Nutzlastkapazität dieser Rakete beanspruchte, weshalb sein Start der einzige dieses Raketentyps mit nur einem Satelliten an Bord war. Olympus wurde durch nur eine Zündung seines Apogäumsmotors aus dem GTO in die geostationäre Umlaufbahn gebracht. Seine Position erreichte er am 3. August 1989.

## Einsatz
Olympus führte seine Experimente erfolgreich durch, wurde jedoch vom Pech verfolgt und erreichte die geplante Lebensdauer nicht, so dass die Experimente kürzer ausfielen als geplant.
Zuerst fiel im Januar 1991 die Nachführung einer der beiden Solargeneratoren aus. Die verbleibende elektrische Leistung des anderen Generatorflügels reichte jedoch aus, um den Satelliten mit allen Experimenten weiter zu betreiben. Dazu waren allerdings komplizierte Operationen nötig, die eventuell der Grund dafür waren, dass im Mai 1991 die Kontrolle über ihn verloren ging. Olympus verließ daraufhin seine Position. Er konnte gerettet werden und nach 77 Tagen, am 13. August 1991, seinen Dienst auf 19° West wieder aufnehmen. Jedoch ging im August 1993 der Kontakt, aus unbekanntem Grund, wieder verloren. Der Satellit verließ erneut seine Position. Als mögliche Ursache wurde ein Treffer durch einen Meteoritenschauer vermutet. Als der Kontakt wiederhergestellt war, wurde Olympus aus dem GEO in einen Friedhofsorbit manöveriert und abgeschaltet, da die erste Rettungsaktion so viel Treibstoff verbraucht hatte, dass eine weitere nicht mehr möglich war.
Olympus stellte auch bei Experimenten eine Ka-Band-Verbindung zu ESA's EURECA-Satelliten her.

## Empfang
Der Satellit sendete einen BSS-Band-Kanal für Italien und einen ursprünglich für Österreich gedachten BSS-Kanal für große Teile Europas.
Die SMS-Band-Transponder hatten steuerbare Parabolantennen und die Ka-Band-Transponder steuerbare Parabolantennen für Spotbeams.
Die Übertragung erfolgte im Ku-Band und Ka-Band.